# Théo Maledon
Théo Louis Maledon (Rouen, 12 giugno 2001) è un cestista francese, di ruolo playmaker.

## Carriera

### Giovanili
All'età di tre anni iniziò a giocare a basket con il suo club locale Mesnil-Esnard nella Seine-Maritime. Nel 2015, a 14 anni, si è iscritto all'Istituto Nazionale di Sport, Competenze e Performance (INSEP), un istituto sportivo di Parigi. Nella stagione 2015-16, ha giocato tre partite per il centro affiliato INSEP Center Fédéral de Basket-ball nella Nationale Masculine 1 (NM1), la divisione amatoriale di terzo livello del basket francese e due partite per la squadra under 18 di INSEP nel torneo Adidas Next Generation (ANGT).
Nel 2016-17, con il Center Fédéral nella NM1, ha segnato in media 8,2 punti, 2,4 rimbalzi e 2,7 assist in 25,6 minuti a partita. Il 23 aprile 2017 ha realizzato il career-high da 20 punti, 5 rimbalzi e 4 assist, nella sconfitta contro il Union Tarbes-Lourdes Pyrénées. Nello stesso mese ha preso parte alla Jordan Global Classic Showcase al Barclays Center di Brooklyn, dove ha segnato 15 punti.

### ASVEL (2017-2020)

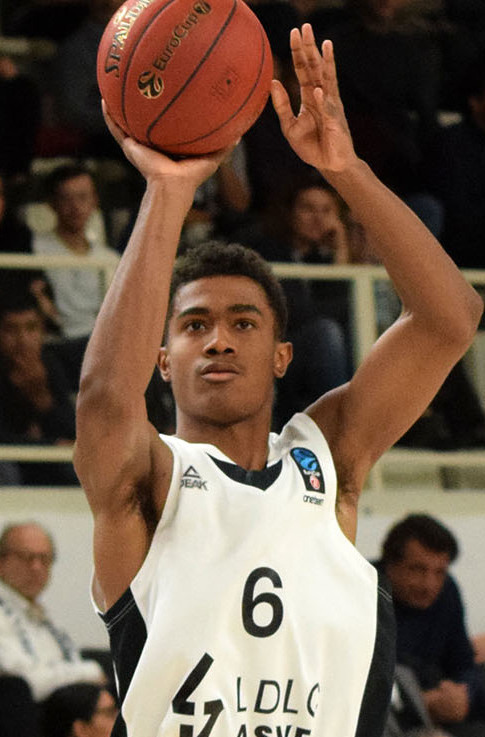
Maledon nel 2018

Il 16 giugno 2017 si è unito alla squadra junior dell'ASVEL LNB Pro A che ha giocato nell'LNB Espoirs, il campionato francese U21. Al suo debutto stagionale il 24 settembre 2017, ha registrato 10 punti e 5 assist nella vittoria 71-61 contro Espoirs Limoges. Maledon ha fatto il suo debutto in Pro A nella squadra senior il 30 settembre all'età di 16 anni, giocando un minuto contro Cholet.  È diventato il secondo debuttante più giovane nella storia del club.  Il 17 ottobre fece la sua prima apparizione in EuroCup contro ratiopharm Ulm.  Nel gennaio 2018, Maledon ha giocato per la squadra under 18 di ASVEL all'ANGT de L'Hospitalet. Il 7 gennaio Ha registrato 35 punti e 11 assist per aiutare a sconfiggere la squadra juniores di Gran Canaria nella sua ultima partita del torneo.  Il 12 maggio 2018, Maledon ha segnato 26 punti contro Espoirs Monaco, il suo massimo stagionale in LNB Espoirs. In 33 partite di Espoirs, ha segnato in media 15,7 punti, 4,5 rimbalzi e 4,9 assist per partita. Il 13 agosto 2018, Maledon ha firmato il suo primo contratto da professionista, accettando di rimanere con ASVEL per tre anni.  Nella stagione 2018-19, ha assunto un ruolo maggiore per la squadra senior e spesso è partito da titolare. Il 6 ottobre ha fatto registrare 15 punti, 4 rimbalzi e 4 assist, facendo sei su sette tentativi dal campo, nella vittoria 88-64 contro Fos Provence.  Il 3 novembre ha realizzato un career-high di 16 punti, 4 rimbalzi e 2 palle rubate contro il JDA Dijon. Ha superato il suo massimo in carriera il 18 novembre contro Le Mans Sarthe, registrando 20 punti, 4 assist e 2 palle rubate. Il 18 dicembre 2018, contro lo Zenit San Pietroburgo, ha ottenuto 13 punti, con 7 rimbalzi e 3 assist, la sua prestazione migliore in EuroCup. Il 26 dicembre, ha registrato 18 punti, 5 assist, 2 rimbalzi contro Levallois. Ha giocato nel LNB All-Star Game il 29 dicembre, e all'età di 17 anni e mezzo, è diventato il più giovane All-Star da quando è stato creato l'evento nel 1987. Il 12 maggio 2019, ha segnato un record di 13 punti nella vittoria 70–61 contro Le Mans nel campionato di Coppa di Francia ed è stato nominato Final MVP. È stato nominato LNB Pro A Best Young Player alla fine della stagione. Nel giugno 2019, ha aiutato ASVEL a vincere la finale della Pro A su Monaco. In un totale di 62 partite della stagione, ha segnato in media 7 punti, 2,1 rimbalzi e 2 assist in 17,3 minuti a partita. Entrando nella stagione 2019-2020, Maledon è stato considerato il favorito per vincere il premio EuroLeague Rising Star dal sito web della lega. Nella sua prima stagione, nella vittoria in Pro A contro il Limoges il 22 settembre 2019, ha registrato 6 punti e 8 assist in 19 minuti. Il 4 ottobre ha fatto il suo debutto in EuroLeague, giocando nove minuti in una vittoria contro l'Olympiacos. Nella partita successiva, due giorni dopo contro il Cholet, subì un infortunio alla spalla che lo costrinse a saltare oltre un mese. Il 17 gennaio 2020 ha fatto registrare un massimo di 10 assist in carriera, insieme a 5 punti e 6 rimbalzi, nella sconfitta 101–74 contro Anadolu Efes. Una settimana dopo ha segnato 19 punti, il suo massimo in EuroLeague, nella sconfitta per 100–88 contro il Panathinaikos. Il 14 febbraio ha eguagliato il suo massimo in carriera segnando 20 punti nella vittoria 88-59 contro il Metropolitano 92 alla semifinale della LNB Pro A Leaders Cup. Il 5 aprile, mentre la stagione del basket è stata sospesa a causa della pandemia di COVID-19, ha dichiarato la sua eleggibilità per il Draft NBA 2020.

### NBA

#### Oklahoma City Thunder (2020-2022)
Dopo aver dichiarato la sua eleggibilità per il Draft NBA 2020, viene selezionato al secondo turno con la 34ª scelta dai Philadelphia 76ers che poi lo cedono agli Oklahoma City Thunder in uno scambio che prevedeva anche gli arrivi ad Oklahoma City di Al Horford, i diritti di Vasilije Micić e una futura scelta del draft, in cambio di Danny Green, Terrance Ferguson e Vincent Poirier.

## Statistiche

### NM1
| Anno      | Squadra  | PG | PT | MP   | TC%  | 3P%  | TL%  | RP  | AP  | PRP | SP  | PP  |
| --------- | -------- | -- | -- | ---- | ---- | ---- | ---- | --- | --- | --- | --- | --- |
| 2015-2016 | INSEP    | 3  | 1  | 15,7 | 20,0 | 0,0  | 0,0  | 0,7 | 1,3 | 1,0 | 0,0 | 1,3 |
| 2016-2017 | INSEP    | 30 | 24 | 25,4 | 40,3 | 41,3 | 75,6 | 2,4 | 2,7 | 1,0 | 0,0 | 8,2 |
| Carriera  | Carriera | 33 | 25 | 20,5 | 30,1 | 41,3 | 75,6 | 1,5 | 2,0 | 1,0 | 0,0 | 4,7 |

### Espoirs Pro

#### Stagione regolare
| Anno      | Squadra  | PG | PT | MP   | TC%  | 3P%  | TL%  | RP  | AP  | PRP | SP  | PP   |
| --------- | -------- | -- | -- | ---- | ---- | ---- | ---- | --- | --- | --- | --- | ---- |
| 2017-2018 | ASVEL    | 32 | 30 | 33,2 | 41,0 | 34,5 | 78,8 | 4,5 | 5,1 | 1,6 | 0,1 | 16,1 |
| Carriera  | Carriera | 32 | 30 | 33,2 | 41,0 | 34,5 | 78,8 | 4,5 | 5,1 | 1,6 | 0,1 | 16,1 |

#### Play-off
| Anno     | Squadra  | PG | PT | MP   | TC%  | 3P%  | TL%   | RP  | AP  | PRP | SP | PP   |
| -------- | -------- | -- | -- | ---- | ---- | ---- | ----- | --- | --- | --- | -- | ---- |
| 2018     | ASVEL    | 1  | 1  | 25,0 | 36,4 | 25,0 | 100,0 | 5,0 | 2,0 | 1,0 | 0  | 17,0 |
| Carriera | Carriera | 1  | 1  | 25,0 | 36,4 | 25,0 | 100,0 | 5,0 | 2,0 | 1,0 | 0  | 17,0 |

### LNB Pro A

#### Stagione regolare
| Anno       | Squadra  | PG | PT | MP   | TC%  | 3P%  | TL%  | RP  | AP  | PRP | SP  | PP  |
| ---------- | -------- | -- | -- | ---- | ---- | ---- | ---- | --- | --- | --- | --- | --- |
| 2017-2018  | ASVEL    | 9  | 0  | 3,6  | 20,0 | 0,0  | 50,0 | 0,6 | 0,4 | 0,0 | 0,0 | 0,6 |
| 2018-2019† | ASVEL    | 33 | 22 | 17,8 | 49,1 | 40,6 | 86,8 | 2,1 | 2,2 | 0,9 | 0,2 | 7,4 |
| 2019-2020  | ASVEL    | 21 | 10 | 16,2 | 39,4 | 28,6 | 86,7 | 1,9 | 2,0 | 0,7 | 0,1 | 6,7 |
| Carriera   | Carriera | 63 | 32 | 15,2 | 44,3 | 33,6 | 86,1 | 1,8 | 1,9 | 0,7 | 0,1 | 6,2 |

#### Play-off
| Anno     | Squadra  | PG | PT | MP   | TC%  | 3P%  | TL%  | RP  | AP  | PRP | SP  | PP  |
| -------- | -------- | -- | -- | ---- | ---- | ---- | ---- | --- | --- | --- | --- | --- |
| 2019†    | ASVEL    | 10 | 2  | 14,2 | 37,1 | 35,3 | 86,7 | 1,6 | 1,3 | 0,4 | 0,1 | 4,5 |
| Carriera | Carriera | 10 | 2  | 14,2 | 37,1 | 35,3 | 86,7 | 1,6 | 1,3 | 0,4 | 0,1 | 4,5 |

### EuroCup
| Anno      | Squadra  | PG | PT | MP   | TC%  | 3P%  | TL%  | RP  | AP  | PRP | SP  | PP  |
| --------- | -------- | -- | -- | ---- | ---- | ---- | ---- | --- | --- | --- | --- | --- |
| 2017-2018 | ASVEL    | 2  | 0  | 5,5  | 0,0  | 0,0  | -    | 0,0 | 0,5 | 0,0 | 0,0 | 0,0 |
| 2018-2019 | ASVEL    | 18 | 12 | 17,8 | 40,9 | 35,1 | 82,6 | 2,4 | 2,1 | 0,4 | 0,2 | 7,1 |
| Carriera  | Carriera | 20 | 12 | 16,6 | 40,0 | 33,3 | 82,6 | 2,2 | 2,0 | 0,4 | 0,2 | 6,4 |

### Eurolega
| Anno      | Squadra  | PG | PT | MP   | TC%  | 3P%  | TL%  | RP  | AP  | PRP | SP  | PP   |
| --------- | -------- | -- | -- | ---- | ---- | ---- | ---- | --- | --- | --- | --- | ---- |
| 2019-2020 | ASVEL    | 22 | 12 | 17,7 | 45,6 | 36,7 | 68,9 | 1,8 | 3,1 | 0,3 | 0,1 | 7,4  |
| 2024-2025 | ASVEL    | 33 | 33 | 27,6 | 44,0 | 34,4 | 90,4 | 3,5 | 4,6 | 1,0 | 0,2 | 17,0 |
| Carriera  | Carriera | 55 | 45 | 23,6 | 44,4 | 34,9 | 86,9 | 2,8 | 4,0 | 0,7 | 0,1 | 13,2 |

### NBA

#### Regular season
| Anno      | Squadra           | PG  | PT | MP   | TC%  | 3P%  | TL%  | RP  | AP  | PRP | SP  | PP   |
| --------- | ----------------- | --- | -- | ---- | ---- | ---- | ---- | --- | --- | --- | --- | ---- |
| 2020-2021 | Oklahoma Thunder  | 65  | 49 | 27,4 | 36,8 | 33,5 | 74,8 | 3,2 | 3,5 | 0,9 | 0,2 | 10,1 |
| 2021-2022 | Oklahoma Thunder  | 51  | 7  | 17,8 | 37,5 | 29,3 | 79,0 | 2,6 | 2,2 | 0,6 | 0,2 | 7,1  |
| 2022-2023 | Charlotte Hornets | 44  | 7  | 19,4 | 40,2 | 29,5 | 85,1 | 2,8 | 3,5 | 0,8 | 0,3 | 6,7  |
| 2023-2024 | Charlotte Hornets | 13  | 1  | 15,4 | 28,8 | 16,7 | 91,7 | 1,8 | 2,2 | 0,5 | 0,0 | 4,2  |
| 2023-2024 | Phoenix Suns      | 4   | 0  | 3,3  | 25,0 | 0,0  | 100  | 0,3 | 0,0 | 0,0 | 0,0 | 1,3  |
| Carriera  | Carriera          | 177 | 64 | 21,5 | 37,2 | 31,0 | 79,3 | 2,8 | 2,9 | 0,7 | 0,2 | 7,8  |

#### Massimi in carriera
- Massimo di punti: 33 vs Phoenix Suns (2 aprile 2021)[1]
- Massimo di rimbalzi: 10 vs Portland Trail Blazers (28 marzo 2022)
- Massimo di assist: 14 vs Toronto Raptors (2 aprile 2023)
- Massimo di palle rubate: 6 vs Houston Rockets (3 febbraio 2021)
- Massimo di stoppate: 4 vs Oklahoma City Thunder (28 marzo 2023)
- Massimo di minuti giocati: 42 vs Cleveland Cavaliers (9 aprile 2023)

### G League
| Anno      | Squadra           | PG | PT | MP   | TC%  | 3P%  | TL%  | RP  | AP  | PRP | SP  | PP   |
| --------- | ----------------- | -- | -- | ---- | ---- | ---- | ---- | --- | --- | --- | --- | ---- |
| 2021-2022 | Oklahoma Blue     | 14 | 14 | 32,2 | 48,5 | 36,5 | 75,9 | 5,9 | 5,7 | 1,4 | 0,1 | 17,7 |
| 2022-2023 | Greens. Swarm     | 23 | 22 | 31,9 | 45,4 | 32,4 | 72,9 | 5,7 | 5,3 | 1,1 | 0,5 | 16,1 |
| 2023-2024 | S. Falls Skyforce | 5  | 0  | 21,7 | 51,9 | 77,8 | 80,0 | 3,8 | 3,8 | 0,8 | 0,2 | 9,6  |
| Carriera  | Carriera          | 42 | 36 | 30,8 | 46,9 | 36,2 | 74,6 | 5,5 | 5,3 | 1,2 | 0,4 | 15,9 |

### Cronologia presenze e punti in Nazionale
| Cronologia completa delle presenze e dei punti in Nazionale - Francia | Cronologia completa delle presenze e dei punti in Nazionale - Francia | Cronologia completa delle presenze e dei punti in Nazionale - Francia | Cronologia completa delle presenze e dei punti in Nazionale - Francia | Cronologia completa delle presenze e dei punti in Nazionale - Francia | Cronologia completa delle presenze e dei punti in Nazionale - Francia | Cronologia completa delle presenze e dei punti in Nazionale - Francia | Cronologia completa delle presenze e dei punti in Nazionale - Francia |
| Data                                                                  | Città                                                                 | In casa                                                               | Risultato                                                             | Ospiti                                                                | Competizione                                                          | Punti                                                                 | Note                                                                  |
| --------------------------------------------------------------------- | --------------------------------------------------------------------- | --------------------------------------------------------------------- | --------------------------------------------------------------------- | --------------------------------------------------------------------- | --------------------------------------------------------------------- | --------------------------------------------------------------------- | --------------------------------------------------------------------- |
| 21/02/2019                                                            | Espoo                                                                 | Finlandia                                                             | 76 - 69                                                               | Francia                                                               | Qual. Mondiali 2019                                                   | 3                                                                     | [ 2 ]                                                                 |
| 24/02/2019                                                            | Rezé                                                                  | Francia                                                               | 82 - 66                                                               | Rep. Ceca                                                             | Qual. Mondiali 2019                                                   | 8                                                                     | [ 3 ]                                                                 |
| 07/08/2019                                                            | Pau (Francia)                                                         | Francia                                                               | 94 - 56                                                               | Tunisia                                                               | Amichevole                                                            | 14                                                                    | [ 4 ]                                                                 |
| 25/08/2019                                                            | Shenyang                                                              | Italia                                                                | 80 - 82                                                               | Francia                                                               | Torneo amichevole                                                     | 0                                                                     | [ 5 ]                                                                 |
| 07/08/2022                                                            | Rouen                                                                 | Francia                                                               | 89 - 65                                                               | Paesi Bassi                                                           | Amichevole                                                            | 9                                                                     | [ 6 ]                                                                 |
| 12/08/2022                                                            | Bologna                                                               | Italia                                                                | 77 - 78 dts                                                           | Francia                                                               | Amichevole                                                            | 3                                                                     | [ 7 ]                                                                 |
| 16/08/2022                                                            | Montpellier                                                           | Francia                                                               | 100 - 68                                                              | Italia                                                                | Amichevole                                                            | 8                                                                     | [ 8 ]                                                                 |
| 18/08/2022                                                            | Montpellier                                                           | Francia                                                               | 90 - 71                                                               | Belgio                                                                | Amichevole                                                            | 6                                                                     | [ 9 ]                                                                 |
| 01/09/2022                                                            | Colonia                                                               | Francia                                                               | 63 - 76                                                               | Germania                                                              | EuroBasket 2022 - Fase a gironi                                       | 6                                                                     | [ 10 ]                                                                |
| 04/09/2022                                                            | Colonia                                                               | Francia                                                               | 78 - 74                                                               | Ungheria                                                              | EuroBasket 2022 - Fase a gironi                                       | 2                                                                     | [ 11 ]                                                                |
| 16/09/2022                                                            | Berlino                                                               | Polonia                                                               | 54 - 95                                                               | Francia                                                               | EuroBasket 2022 - Semifinale                                          | 3                                                                     | [ 12 ]                                                                |
| 01/07/2022                                                            | Podgorica                                                             | Montenegro                                                            | 70 - 69                                                               | Francia                                                               | Qual. Mondiali 2023                                                   | 16                                                                    | [ 13 ]                                                                |
| 04/07/2022                                                            | Mouilleron-le-Captif                                                  | Francia                                                               | 81 - 40                                                               | Ungheria                                                              | Qual. Mondiali 2023                                                   | 15                                                                    | [ 14 ]                                                                |
| 24/08/2022                                                            | Parigi                                                                | Francia                                                               | 95 - 60                                                               | Rep. Ceca                                                             | Qual. Mondiali 2023                                                   | 5                                                                     | [ 15 ]                                                                |
| 03/07/2024                                                            | Parigi                                                                | Francia                                                               | 96 - 46                                                               | Turchia                                                               | Amichevole                                                            | 8                                                                     | [ 16 ]                                                                |
| 06/07/2024                                                            | Colonia                                                               | Germania                                                              | 66 - 90                                                               | Francia                                                               | Amichevole                                                            | 1                                                                     | [ 17 ]                                                                |
| Totale                                                                |                                                                       | Presenze                                                              | 16                                                                    |                                                                       | Punti                                                                 | 107                                                                   |                                                                       |

## Palmarès

### Squadra
- Campionato francese: 1

ASVEL: 2018-19
- Coppa di Francia: 1

ASVEL: 2018-19

### Individuale
- MVP Coppa di Francia: 1

ASVEL: 2018-19